# 湯淺政明
湯淺政明（1965年3月16日—）是一位日本動畫導演、編劇、造型設計與原畫師，出生於福岡縣，為1990年代日本動畫業界的代表性原畫師之一。

## 生平
畢業於九州產業大學藝術學部美術系，之後加入亞細亞堂，參加《櫻桃小丸子》動畫的製作。而後擔任《蠟筆小新》作畫監督、造型設定、原画等，並參與其他作品。由STUDIO 4℃製作的動畫電影《心靈遊戲》（マインド・ゲーム）為首度執導的動畫長片。
其工作經驗使之對不規則但仍留有獨特美感的形狀情有獨鍾，繼而精進各種非傳統日本動畫的風格，並會本著演出和畫面效果優先的原則設計整集的內容和節奏。因著其獨有的幻想思維，他往往會兼任執導作品的劇本，以確保合作成員能夠全面配合，在關鍵部分呈現所有想達至的效果。動畫師伊東伸高為其每一部作品的必要夥伴，是讓其作品作畫能夠隨意變形，卻仍保留角色、地點和事件神韻的重要一員。
湯淺政明與《心靈遊戲》被收錄在曾主持Podcast節目「吉卜力圖書館」（Ghibliotheque）、撰寫《吉卜力電影完全指南》的廣播人兼作家麥可．里德（英語：Michael Leader）和製片兼作家傑克．康寧漢（英語：Michael Leader）著作的《日本經典動畫指南》（英語：The Ghibliotheque Anime Movie Guide: The Essential Guide to Japanese Animated Cinema），做為介紹日本動畫歷史80年期間30名位導演與30部經典動畫的案例。

## 主要作品
粗體字為擔任導演作品。

### 電視動畫
- 1987年－1989年：《超能力魔美》
- 1988年－1996年：《奇天烈大百科》
- 1990年：《櫻桃小丸子》第1期（#126分鏡・OPED作畫・原畫）
- 1992年：《蠟筆小新》（原畫、編劇、分鏡、作畫指導、OP分鏡／作畫指導）
- 1995年：《櫻桃小丸子》第2期（OP分鏡・原畫）
- 2006年：《獸爪》（導演・劇本統籌・編劇・分鏡・分集導演）
- 2008年：《海馬》（導演・劇本統籌・編劇・分鏡・演出）
- 2010年：《四疊半神話大系》（導演・編劇・分鏡・演出）
- 2014年：《乒乓》（導演）
- 2014年：《探險活寶》第六季第7集〈神奇食物鏈〉（2014年、監督・劇本・分鏡）
- 2014年：《宇宙浪子》（第2季第16話 劇本・分鏡・演出・作畫監督）
- 2020年：《别对映像研出手！》（劇本統籌・导演）
- 2022年：《幽零幻鏡》（原案）

### OVA
- 1990年：《白鳥麗子》
- 1992年：《電影少女》
- 1997年：《海底嬌娃藍華》
- 1999年：《怪獸家族》
- 2001年：《貓湯》
- 2019年：《SUPER SHIRO》（總導演）[2][3]
- 2020年：《日本沉没2020》（導演）

### 電影
- 1993年：《蠟筆小新：動感超人大戰泳裝魔王》
- 1994年：《蠟筆小新：不理不理王國的秘寶》
- 1995年：《蠟筆小新：雲黑齋的野心》
- 1997年：《音響生命體NOISEMAN》
- 2004年：《心靈遊戲》
- 2007年：《蠟筆小新：小白的屁屁炸彈》
- 2008年：《天才狂歡派對》：夢想機器
- 2008年：《蠟筆小新：風起雲湧的金矛勇者》
- 2017年：《春宵苦短，少女前進吧！》
- 2017年：《宣告黎明的露之歌》
- 2019年：《乘浪之約》[4]
- 2022年：《犬王》[5]
- 2026年：《ひな菊の人生》[6]

### 網路動畫
- 2018年：《惡魔人 Crybaby》（導演）
- SUPER SHIRO（日语：SUPER SHIRO）（2019年，總導演、原案、編劇）[2][3]
- 日本沉沒2020（2020年，導演）[7]

## 書籍
- 《湯淺政明大全 Sketchbook for Animation Projects》（飛鳥新社，2014年9月）（再版，復刊.com，2016年12月）

### 封面插圖表紙
- （押井守），東京新聞通信社（2017年10月）[8]

## 荣誉

### 日本勋章奖章
- 紫绶褒章（2021年11月3日公布[9]）

## 相關項目
- Science SARU
- 亞細亞堂
- 本鄉滿
- 原惠一
- 末吉裕一郎
- 三原三千夫（日语：三原三千夫）
- 伊東伸高（日语：伊東伸高）
- 崔恩映
- 日本動畫師列表

## 外部連結
- 湯淺政明的X（前Twitter）
- サイエンスSARU 公式サイト （页面存档备份，存于）
- YouTube上的Masaaki Yuasa頻道